# Decaschistia cuddapahensis
Decaschistia cuddapahensis är en malvaväxtart som beskrevs av T.K. Paul och M.P. Nayar. Decaschistia cuddapahensis ingår i släktet Decaschistia och familjen malvaväxter. Inga underarter finns listade i Catalogue of Life.